# Димерський замок
Димерський за́мок — оборонна споруда у містечку Димері, зведена за короткий час після 1669 року Яном з Опольска Пивом. Зруйнована наприкінці XVIII століття.

## Опис і розташування

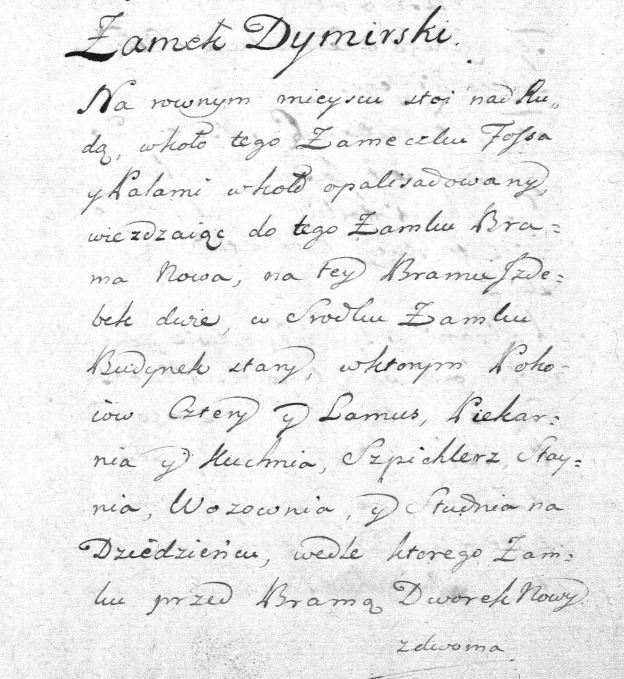
Опис Димерського замку, 1747 р.

Згідно з описом 1747 року, віднайденим Тарасом Чухлібом, замок у Димері стояв на новому місці над Рудом, навколо того замчику фоса і палями колом опалісадований. В'їзд до того замку — брама нова, на тій брамі — хатинка дужа. Всередині замку будинок старий, в якому чотири покої і лямус, пекарня і кухня, шпихлір, стайня, возовня і студня на дитинцю. Біля замку перед брамою двір новий збудований.

## Історія
Після підписання Петром Дорошенком Корсунської угоди з Османською імперією, польські полковники Ян Васильківський і Ян з Опольська Пиво були відряджені польським королем Яном Собеським до Київського Полісся для оборони краю від козаків. Саме з цією метою Ян Пиво звів оборонну фортецю в Димері навколо колишнього маєтку димерського старости. Комендантом залоги став Еліаш Новицький.
Вали навколо фортеці були укріплені гарматами, відбитими в Межигір'ї у воєводи Василя Шереметєва.
Саме з Димера поляки на межі 1660-х і 1670-х років проводили каральні експедиції від Чорнобиля на півночі до Коростишева на заході і Фастова на півдні, спрямовані проти Війська Запорозького.
У 1673 році Димерський замок ненадовго був зайнятий гетьманом Михайлом Ханенком.
У 1676—1679 рр. згідно з Журавненським мирним договором між Річчю Посполитою та Османською імперією Димерський замок став резиденцією гетьмана його королівської милості Остапа Гоголя. У 1691—1694 рр. — резиденція Василя Іскрицького.
У 1703 році, під час козацького повстання у Димерському замку отаборилося чимало поляків. Семен Палій взяв приступом замок та розбив поляків, а місто зруйнував. Незабаром укріплення було відновлене на новому місці.